# I predatori del tempo
I predatori del tempo (オタスケマン?, Time Bokan Series: Time Patrol Tai Otasukeman) è un anime giapponese prodotto dalla Tatsunoko, appartenente alle serie Time Bokan, di cui è la quarta serie. Consiste in 53 episodi andati in onda in Giappone dal 2 febbraio 1980 al 31 gennaio 1981 e trasmessa in Italia a partire dal 1985.

## Trama
Nel 2980 (cioè mille anni nel futuro rispetto alla data della prima messa in onda della serie) il viaggio nel tempo è ormai una realtà consolidata, e per evitare che qualcuno possa modificare la storia per i propri loschi scopi viene istituita una forza di polizia, la Pattuglia del Tempo, che ha la propria sede in una base orbitante a migliaia di chilometri dalla Terra. La base spaziale è gestita dal dottor Tonnan, burbero ma benevolo scienziato, assistito dal robottino Hinebot; alle loro dipendenze sono alcune squadre di intervento che utilizzano dei particolari mezzi in grado di attraversare il flusso del tempo in modo da intervenire laddove ce ne sia bisogno. La serie si focalizza in particolare su due di queste squadre, che rispettano in pieno le tipologie dei "buoni" e dei "cattivi" delle Time Bokan: da una parte abbiamo i giovani Hikaru e Nana, dall'altra un bizzarro terzetto composto da Atasha, Sekovitch e Dowalski.
Un giorno la squadra formata dai tre insofferenti e sfaticati personaggi viene contattata da un misterioso personaggio incappucciato dal volto coperto, Tomomot, che li convince, promettendo loro che saranno ricordati dalle generazioni future, a servirlo nei suoi piani che sono esattamente all'opposto della filosofia della Pattuglia del Tempo. Tomomot ha scritto un libro sulla storia dell'umanità completamente errato e vuole che i suoi scagnozzi modifichino (spesso in modi bizzarri e improbabili oppure impedendo il verificarsi di famosi avvenimenti) la storia per ottenere il potere supremo. I tre ingenui accettano e si "trasformano" nei malvagi Predatori del Tempo, la cui comparsa mette in allarme Tonnan, che viene al corrente dei piani di Tomomot attraverso il robot Hinebot: a quanto pare i messaggi di Tomomot causano un'interferenza con il cervello elettronico del robottino e possono essere captati in parte. Da quello che si riesce a ricavare dei messaggi di Tomomot, Tonnan ricava una data e un luogo e spedisce in quel luogo e quel tempo le due squadre d'intervento, totalmente ignaro del fatto che una delle due sia composta dai Predatori in incognito. Quello che né lui né gli stessi Predatori sanno, però, è che i giovani Hikaru e Nana sono i due eroi mascherati noti come I Salvastoria, che diventeranno presto la nemesi dei "poveri" Predatori.
L'umorismo della serie deriva dal fatto che nessuno si rende conto della vera identità di chi gli sta accanto, nonostante con il passare del tempo gli indizi si accumulino sempre più.
A partire dall'episodio 4 un nuovo personaggio fa la sua comparsa: si tratta di Gekigaski, un giovane molto atletico che ha compiuto l'addestramento per entrare a far parte della Pattuglia del Tempo. Il ragazzo si unisce alla squadra di Atasha, per la gioia di lei e lo sconforto dei suoi goffi aiutanti. Dall'episodio 13 anche lui entrerà a far parte dei Predatori del Tempo.
Le puntate, come in ogni serie Time Bokan, si svolgono secondo un canovaccio ben preciso:
- Tomomot invia un messaggio video ai Predatori
- Hinebot capta il messaggio con la danza Kai-kai
- Tonnan invia le due squadre sul luogo indicato da Tomomot
- Lungo il tragitto l'astronave dei "buoni" è costretta a fermarsi a causa dei sabotaggi operati dal terzetto rivale
- Il terzetto si trasforma nei Predatori del Tempo e cerca di compiere la missione loro assegnata da Tomomot
- Sulla loro strada incontrano i Salvastoria, segue un combattimento corpo a corpo in cui i Predatori perdono
- Scontro tra i veicoli dei Salvastoria e il robot da combattimento dei Predatori, i quali perdono sempre
- Ritorno alla base per le due squadre: dato che nessuno sa nulla delle reciproche identità segrete, Tonnan costringe tutti a partecipare a un massacrante allenamento, convinto che nessuna delle due squadre abbia fatto nulla per sventare la minaccia dei Predatori; quasi sempre Hikaru e Nana fanno la scelta migliore, mentre i quattro sfortunati sono costretti a sopportare prove disumane. Tuttavia, in un episodio gli ordini si sono invertiti (cioè sono stati Atasha e i suoi compari a fare la scelta migliore), in un altro invece i quattro scelgono entrambi gli allenamenti, che si rivelano rovinosi.

Verso la fine della serie le due squadre iniziano ad avere qualche sospetto reciproco, ma tutto viene alla luce quando Tomomot istruisce i Predatori sul suo piano più terribile: impedire il matrimonio tra i genitori di Tonnan in modo che lui non possa mai nascere. I Predatori si spingono ad attaccare la base stessa della Pattuglia del Tempo, ma sono sconfitti per l'ennesima volta. Frattanto alla base viene compiuta un'analisi sui circuiti di Hinebot, e si scopre che il robottino non captava i messaggi, ma li trasmetteva! Per questo i Predatori riuscivano sempre ad avere notizie da Tomomot, infatti i suoi messaggi venivano trasmessi dall'interno stesso della base. Alla fine si scopre che dietro a tutto c'era Gekigaski stesso: grazie alle sue doti di programmatore era riuscito a creare un programma, Tomomot, che desse l'impressione di essere una persona che poteva effettivamente dialogare con i Predatori mentre le sue linee di dialogo erano già preimpostate. Ciò viene scoperto quando un falso Tomomot viene proiettato sullo schermo principale della base e Gekigaski lo riconosce come un imbroglio, rivelando così la sua connessione con gli eventi. Atasha, Sekovitch e Dowalski vengono arrestati, mentre Gekigaski scappa e entrando nel veicolo di Hikaru e Nana scopre che sono i Salvastoria. Gekigaski rivela che lo scopo dei suoi piani era modificare il corso della storia per impedire che gli esseri umani progredissero a un livello tale da causare la distruzione della Terra stessa, da lui prevista in seguito ai suoi studi. Anche lui viene arrestato e messo in cella con i suoi compagni, ma riesce a farli evadere: proprio in quel momento si scopre che la cometa di Oboler, entrata nel sistema solare attraverso un buco nero, sta per collidere con la Terra. A quel punto Gekigaski, scappato con gli altri tre a bordo dell'astronave dei Predatori, convince, nonostante le iniziali proteste, i suoi compagni a compiere un'azione per la quale saranno sicuramente ricordati per sempre: sacrificarsi schiantandosi a bordo della propria astronave contro la cometa per distruggerla e salvare il mondo. La cometa viene colpita in pieno e esplode, evitando la distruzione dell'umanità. Tuttavia, un attimo prima dell'impatto, è possibile notare quattro navicelle di salvataggio che escono dall'astronave e si disperdono per lo spazio...

## I personaggi
Elenco dei personaggi della serie; dato che in molti casi gli adattatori italiani non hanno cambiato i nomi, il nome italiano verrà inserito tra parentesi solo dove necessario.

### I Predatori del Tempo
- Atasha: Come in tutte le serie delle Time Bokan, c'è sempre un leader cattivo femminile e I predatori del tempo non fa eccezione. Atasha è una ragazza di circa trent'anni, membro della Pattuglia del Tempo, dalla leadership naturale e il fisico prorompente. Ma parla troppo e sfoga le sue ire sui suoi sottoposti. Porta sempre un medaglione apribile dove, a quanto dice, c'è la foto del suo amato (il cui volto si scoprirà solo nell'ultima puntata della serie).
- Sekovitch: Progettista e costruttore delle macchine, il suo fisico ricorda molto quello di Boyakki di Yattaman. Ha un quoziente di intelligenza molto alto, ma ha un cattivo carattere. Il suo costume presenta due orecchie canine ed è ben attillato a differenza di quelli di diverse sue controparti delle serie Time Bokan.
- Dowalskij: Uomo di fatica, membro anche lui della Pattuglia del Tempo come Atasha e Sekovitch. Eccelle negli sport in cui bisogna usare la forza, ma non brilla per intelligenza. Tuttavia, Dowalskij è anche il più complessato del trio in quanto ha avuto un'educazione molto spartana: sua madre, infatti, gli dava da bere alcolici al posto del latte e gli metteva pesanti mutandoni di ferro al posto dei normali pannolini. In più, lo addestrava per farlo diventare un uomo. In un episodio, sua madre comparirà apostrofandolo davanti ai suoi compagni e dicendogli che d'ora in avanti lo seguirà lei nell'addestramento, come faceva quand'era piccolo.
- Gekigaski: Membro della Pattuglia del tempo, appare dalla prima parte della serie e ci resterà fino alla fine. Alto, biondo, intelligente e atletico, fa strage di cuori ovunque si trovi. Figlio di padre pittore e madre musicista, ha ereditato il meglio da entrambi. Ma nessuno sa che quel bel ragazzo all'apparenza innocente sia in realtà Tomomot, il perfido despota che vuole che la storia vada secondo il libro che lui ha scritto per rendere il mondo un posto migliore in cui vivere. Nel caso in cui i fatti saranno uguali a come lui li ha pensati, Atasha verrà ricordata come la donna più bella di Cleopatra, Sekovitch come un genio persino più intelligente di Albert Einstein, mentre Dowalskij passerà alla storia come l'uomo più forte di tutti i tempi; in caso contrario, Atasha sarà una vecchia zitella che nessuno guarderà più, Sekovitch sarà un mendicante pazzo, sporco e morto di fame e Dowalskij diventerà così grasso da essere un nuovo fenomeno da baraccone: l'Uomo-Cannone.

### I Salvastoria
Otasukeman sta ad indicare i "Predatori del Tempo". Questo è l'unico cartone animato delle "Time Bokan" che, nella versione italiana, prende il nome della serie dalla banda dei rivali.
- Hikaru Oshino adolescente coraggioso e intelligente diventa il Salvastoria numero 1
- Nana Mikazuki, partner di Hikaru, innamorata di lui e il Salvastoria numero 2. A differenza di Atasha é una ragazza dolce e gentile

## La Pattuglia del Tempo
- Direttore Tonnan: Un uomo sui quarant'anni, panciuto e occhialuto e con una barba verde e degli stessi capelli, è un uomo all'apparenza burbero e brontolone però è molto attaccato ai suoi pupilli (specialmente a Hikaru e Nanà) nonostante non lo faccia vedere. Alla fine di ogni puntata fa sempre una ramanzina ai membri della Pattuglia del Tempo per aver portato a termine i casi aiutati dai Salvastoria.
- Hinebot: Un robot al seguito del direttore Tonnan, svolge varie funzioni tra cui quella di cameriere e massaggiatore, anche se durante le missioni supporta la squadra di Hikaru come meccanico e unico a conoscere e proteggere la vera identità dei Salvastoria. La sua particolarità è quella di andare in cortocircuito facendo una sorta di bizzarro balletto chiamato "Danza Kai-Kai" ogni volta che arriva un messaggio di Tomomot.

## Episodi
| Nº | Titolo italiano Giapponese 「Kanji」 - Rōmaji | In onda           | In onda |
| Nº | Titolo italiano Giapponese 「Kanji」 - Rōmaji | Giapponese        |         |
| 1  | I Salvastoria contro i Predatori del Tempo 「オタスケマンＶＳオジャママン」 | 2 febbraio 1980   |         |
| 1  | Nel 2980, i Predatori del Tempo (ovvero i membri della Pattuglia del Tempo Atasha, Sekovitch e Dowalski) viaggiano indietro nel tempo sino all'anno 1492 per impedire a Cristoforo Colombo di scoprire l'America e far sì che il Nuovo Mondo venga scoperto da un operaio di nome Dolombo. Ma l'arrivo dei Salvastoria sconvolge i loro piani |                   |         |
| 2  | Napoleone imperatore del vino 「ワイン皇帝ナポレオン」 | 9 febbraio 1980   |         |
| 2  | I Salvastoria tornano indietro nel 1812, all'epoca della campagna di Russia per evitare che Napoleone Bonaparte inizi a trascurare il suo Paese per dedicarsi al buon vino. |                   |         |
| 3  | La decima sinfonia di Beethoven 「ベートーベンの第十！？」 | 16 febbraio 1980  |         |
| 3  | Secondo il libro di storia di Tomomot, Ludwig van Beethoven aveva composto anche una decima sinfonia. I Salvastoria vanno nel 1810 e devono intervenire per far sì che le sinfonie di Beethoven rimangano nove. |                   |         |
| 4  | L'apprendista 「新隊員いよいよ登場」 | 23 febbraio 1980  |         |
| 4  | La squadra di Atasha e la squadra di Hikaru fanno la conoscenza di un nuovo membro della Pattuglia del Tempo, un bel ragazzo biondo che si chiama Gekigaski. Il ragazzo sceglierà la squadra di Atasha, che approfittando della sua condizione di apprendista, lo tratterà come se fosse il loro maggiordomo, anche se Tomomot rivela che glielo ha inviato lui. E i Salvastoria volano a Chicago, all'epoca del Proibizionismo nell'anno 1932, per impedire che Al Capone continui a vendere liquori di contrabbando e sgomini addirittura l'intera FBI. |                   |         |
| 5  | Una nuova scoperta di Galileo 「ガリレオの新発見？！」 | 1º marzo 1980     |         |
| 5  | I Predatori del Tempo tornano indietro fino all'anno 1589 per impedire che l'illustre filosofo e scienziato Galileo Galilei scopra le famose leggi dell'astronomia e della fisica che rivoluzionarono per sempre il corso della storia. Finiscono invece per fargliela scoprire loro. |                   |         |
| 6  | Il discorso di Lincoln 「リンカーンの悪徳宣言？！」 | 8 marzo 1980      |         |
| 6  | Secondo il libro di storia di Tomomot, Abraham Lincoln dopo la guerra di secessione americana andò effettivamente a Gettysburg, ma invece che tenervi il famoso discorso, ne fece un altro totalmente senza senso sull'importanza dei vizi. I Predatori del Tempo volano così nel 1863 per attuare il piano criminale del perfido Tomomot. |                   |         |
| 7  | Fabre fa uno studio sulla tigna 「ファーブルの水中記？！」 | 15 marzo 1980     |         |
| 7  | I Predatori del Tempo vanno nel 1856 e costringono l'illustre entomologo Jean-Henri Fabre a fare uno studio sulla tigna, avendo con loro un portatore di questa malattia cioè Dowalski. |                   |         |
| 8  | Alla conquista del Polo Sud 「南極点大レース？！」 | 22 marzo 1980     |         |
| 8  | Secondo il libro di storia di Tomomot, il 14 dicembre 1911 ci fu la famosa conquista del Polo Sud. Ma secondo Tomomot, non fu l'esploratore norvegese Roald Amundsen a farlo, bensì un certo Capo Herai, amico di un lontano cugino di Tomomot e capo di una tribù indigena residente nel sud dell'Oceano Pacifico. |                   |         |
| 9  | La gentildonna 「楊貴妃はやさしい女？！」 | 29 marzo 1980     |         |
| 9  | Secondo il libro di storia di Tomomot, nell'anno 745 visse un re cinese che ebbe per moglie una donna onesta e dedita al prossimo. Nella realtà, quella donna fu una spietata torturatrice. |                   |         |
| 10 | Laurence il debole 「アヤマリのロレンス？！」 | 5 aprile 1980     |         |
| 10 | I Salvastoria giungono all'epoca della rivolta araba nel 1815 per evitare che il tenente colonnello Thomas Edward Lawrence si arrenda all'Impero ottomano e invece di "Lawrence Il Grande" venga ricordato come "Lawrence Il Debole". |                   |         |
| 11 | La rivale di Atasha 「アターシャのライバル？！」 | 12 aprile 1980    |         |
| 11 | La missione dei Predatori del Tempo è di andare nel 48 a.C. questa volta è di impedire che la famosa e bellissima regina Cleopatra si innamori di Giulio Cesare. Atasha ci metterà il suo zampino, considerando la regina egiziana come sua unica rivale in bellezza. |                   |         |
| 12 | Il pensatore di Rodin 「ロダンのにらめっこする人？！」 | 19 aprile 1980    |         |
| 12 | I Predatori del Tempo vanno nel 1880, all'epoca in cui Auguste Rodin fuse la prima copia del suo capolavoro Il pensatore per convincerlo ad aggiungere un dettaglio, ovvero...un cane! |                   |         |
| 13 | I Predatori del Tempo diventano quattro 「オジャママン４号誕生？！」 | 26 aprile 1980    |         |
| 13 | Dopo mesi e mesi di apprendistato, Gekigaski diventa ufficialmente il quarto Predatore del Tempo. Nella sua prima missione come predatore, dovrà far sì che re Kamehameha I delle Hawaii nel 1795, non unifichi le isole Hawaii, ma si rechi in Cina in groppa ad una tartaruga, indossando una dentiera di una tartaruga preistorica e sposi una principessa cinese. |                   |         |
| 14 | Il grande simulacro di Budda 「奈良の都の逆立ち大仏？！」 | 3 maggio 1980     |         |
| 14 | I Predatori del Tempo vanno questa volta a Nara nel 752, antica capitale giapponese per sostituire il Buddha situato nel Tōdai-ji con una copia messa da loro, a testa in giù e con una posizione diversa da quella tradizionale meditativa. |                   |         |
| 15 | Il samurai ai canale di Suez 「新撰組スエズ運河へ？！」 | 10 maggio 1980    |         |
| 15 | Secondo il libro di storia di Tomomot, durante il periodo del Rinnovamento Meiji vissero tre samurai che si fecero assumere come operai da Ferdinando de Lesseps per lavorare al canale di Suez, completandolo loro stessi e fondando alla fine una ditta di costruzioni richiesta in tutto il mondo,così i Predatori del Tempo si recheranno nel 1864. |                   |         |
| 16 | Andersen, il domatore di sirene 「人魚使いアンデルセン？！」 | 17 maggio 1980    |         |
| 16 | Questa volta i Salvastoria vanno nella Danimarca del 1837 per impedire che il famoso scrittore danese Hans Christian Andersen lasci la scrittura e le fiabe per diventare un improbabile domatore di sirene. |                   |         |
| 17 | L'aquilone di Franklin 「フランクリンのタコあげ？！」 | 24 maggio 1980    |         |
| 17 | I Predatori del Tempo tornano indietro nel tempo nel 1752 all'epoca dello scienziato americano Benjamin Franklin, che secondo il libro di storia di Tomomot non fece mai il suo famoso esperimento con l'aquilone e la chiave stabilendo così che i fulmini sono delle scariche elettriche: si diede infatti alla cucina scoprendo un modo per fare la piovra fritta. |                   |         |
| 18 | Ehi! Quelle sono le luci di Parigi! 「翼よあれはウソの灯だ？！」 | 31 maggio 1980    |         |
| 18 | I Predatori del Tempo e i Salvastoria sono questa volta a combattere nell'Oceano Atlantico nel 5 maggio 1927, mentre l'aviatore statunitense Charles Lindbergh sta compiendo il volo che lo renderà leggendario. Lo scopo dei Predatori è quello di farlo desistere dalla sua impresa di trasvolare l'Atlantico e far sì che la sua storica frase: "Ehi! Quelle sono le luci di Parigi!" non venga mai pronunciata. |                   |         |
| 19 | Nightingale, l'angelo della taverna 「酒場の天使ナイチンゲール？！」 | 7 giugno 1980     |         |
| 19 | Tomomot vuole che i Predatori del Tempo vanno nel 1853 che secondo il suo libro di storia, la famosa infermiera Florence Nightingale non era l'infermiera che attuò una vera e propria riforma nel sistema sanitario in tempo di guerra, bensì una ballerina di can-can che divenne nota come "l'Angelo della Taverna". |                   |         |
| 20 | La barca di Bunza 「文左衛門の燈油船？！」 | 14 giugno 1980    |         |
| 20 | Tra Hikaru e Nanà da un po' di tempo ci sono delle divergenze che non li rendono più uniti e collaborativi come un tempo. Quando però si troveranno in difficoltà per l'unità persa, la ritroveranno e sconfiggeranno nuovamente i Predatori del Tempo, che devono far sì che verso la fine del 1723 un mercante di nome Bunza non trasporti mandarini fino a Tokyo con la sua grossa barca, bensì olio di semi. In quest'episodio, l'allenamento verrà sospeso a causa delle ferite che Hikaru e Nanà hanno riportato nella battaglia: Salvastoria e Predatori del Tempo saranno sottoposti così a riabilitazione medica, solo che la squadra di Atasha sarà consegnata nelle mani di scienziati pazzi, mentre Hikaru sarà sottoposto alle amorevoli cure delle infermiere e Nanà si allenerà con aitanti massaggiatori. |                   |         |
| 21 | Una mamma terribile 「謎の怪物メエーリアン？！」 | 21 giugno 1980    |         |
| 21 | Alla Pattuglia del Tempo sembra un giorno come tanti per tutti, ma non per Dowalskij: ha infatti appreso dal direttore Tonnan che sua madre verrà a fargli visita, e lui di questa cosa non è per niente contento. Anche perché ha mentito a sua madre dicendogli che è diventato uno dei dirigenti della Pattuglia del Tempo. Atasha e i suoi amici intanto si ribellano a Tomomot perciò rimangono nell'anno 2980, ma Tomomot dice comunque che li manda in missione dentro un'astronave fantasma per eliminare i Salvastoria. Alla fine dell'episodio Dowalskij può tirare un sospiro di sollievo: sua madre, a causa dei molti impegni, ritarderà la partenza. |                   |         |
| 22 | Transcontinental Express 「花の大陸中断鉄道？！」 | 28 giugno 1980    |         |
| 22 | I Predatori del Tempo si recano nel Nord-Ovest dell'America nel 1869 per impedire di completare delle ferrovie. |                   |         |
| 23 | Sekovitch si ribella 「セコビッチのタイム家出？！」 | 5 luglio 1980     |         |
| 23 | I Predatori del Tempo si recano nella vecchia capitale del Giappone nel 1831. |                   |         |
| 24 | Il generale scomparso 「消えた武田信玄？！」 | 12 luglio 1980    |         |
| 24 | A causa di una manomissione nella macchina del tempo, la storia giapponese viene compromessa: durante le Battaglie di Kawanakajima nel 1561 il generale Takeda Shingen risulta inspiegabilmente inconsapevolmente prigioniero di Tomomot in una astronave abbandonata nel 2980. |                   |         |
| 25 | Il tesoro rubato 「長官の宝箱をとりもどせ？！」 | 19 luglio 1980    |         |
| 25 | Il direttore Tonnan ha un hobby: cantare. Solo che è tremendamente stonato e Atasha e i suoi compari hanno la sfortuna di commentare le sue "performances" mentre sta passando. Per evitare un'altra gaffe, decidono di nascondere la radio del direttore in Africa, nel 1871 all'epoca dell'esploratore David Livingstone. |                   |         |
| 26 | I Salvastoria salvano le vacanze 「パトロール隊の夏休み」 | 26 luglio 1980    |         |
| 26 | Nel 2980 arrivano le vacanze anche per i membri della Pattuglia del Tempo, che vengono mandati in licenza per passare un po' di tempo con le loro famiglie. Anche qui però il perfido Tomomot è sempre in agguato e assegnerà un compito ai Predatori del Tempo: quello di far eruttare il Fuji, vulcano spento situato nelle vicinanze delle case delle famiglie dei membri della Pattuglia del Tempo. A fine episodio il direttore mentre prepara in nuovi allenamenti, ci finisce lui per sbaglio. |                   |         |
| 27 | Il terribile castello di Dracula 「恐怖のドラキュラ城？！」 | 2 agosto 1980     |         |
| 27 | La Pattuglia del Tempo vanno in missione nel Castello di Conte Dracula nel 1448.Sekovitch tranquillizza la squadra rivelando che è una sorpresa del direttore avendo oriligiato, ma là scopre che forse l'uomo si sentiva spiato e si trovano di fronte lo spaventoso conte per poi essere contattati Tomomot, secondo cui l'uomo è un codardo. A fine episodio la squadra di Hikaru ha completato la missione e non fa l'allenamento, mentre gli altri si dividono in due gruppi, ma le esercitazioni sono identiche. |                   |         |
| 28 | Le più belle pupe di ogni tempo 「世紀の美女全員集合？！」 | 9 agosto 1980     |         |
| 28 | Atasha è sull'orlo del collasso: non si vede più infatti bella e crede che sia invecchiata di colpo. I suoi amici le organizzano quindi una sfilata di bellezza del 2980 rapendo anche donne come Calamity Jane e Cleopatra per farle gareggiare con Atasha. |                   |         |
| 29 | Il padre di Hinebot 「ヒネボットのお父さん？！」 | 16 agosto 1980    |         |
| 29 | Dopo una tempesta di meteoriti, uno di questi colpisce il povero Hinebot e manda in avaria i suoi circuiti. In questo modo il robot è fuori uso e non può captare i messaggi di Tomomot. L'unico uomo che può aggiustare Hinebot è il suo creatore, un ingegnere che si è ritirato come un eremita nella Preistoria nel 99.999.020 a.C.. |                   |         |
| 30 | Il condottiero dorme come un ghiro 「家康のタヌキ武者？！」 | 23 agosto 1980    |         |
| 30 | La Pattuglia del Tempo vengano scelti a girare un film nel 1600. |                   |         |
| 31 | Il mistero del lampadario scomparso 「ＵＦＯ強盗怪事件？！」 | 30 agosto 1980    |         |
| 31 | Alla Pattuglia del Tempo si sta per sostenere un esame durissimo e chi non lo passerà sarà licenziato. Atasha e i suoi amici decidono di travestirsi da Predatori del Tempo ed entrare nella base per manomettere l'esame. Fuggiti a bordo dell'Andromeda, vengono raggiunti da Tomomot che incarica loro di tornare nella Londra del 1886, dove viveva il grande detective Sherlock Holmes, e risolvere un caso al posto suo battendolo sul tempo. |                   |         |
| 32 | I Predatori del Tempo e i pirati 「海賊王オジャママン？！」 | 6 settembre 1980  |         |
| 32 | Tomomot è sull'orlo del collasso: i suoi sottoposti infatti collezionano solo fallimenti su fallimenti e non sa cosa fare. Tuttavia, vuole dare loro un'altra possibilità. Un vaso rotto, risalente al 1672, viene fatto recapitare nella stanza di Atasha e dei suoi compari. Il vaso, secondo quanto apprendono, era un dono del pirata Henry Morgan al re Carlo II d'Inghilterra. Per evitare una dura punizione, in quanto il vaso era di proprietà del museo della Pattuglia del Tempo, Atasha e i suoi compari tornano indietro nel tempo per rubare al pirata Morgan il famoso vaso. Non ci riusciranno, tuttavia non avranno nessuna punizione poiché quel vaso risultava essere un falso temporale in quanto Morgan non regalò nessun vaso al re. Nonostante tutto, i Predatori hanno una piccola "rivincita": all'allenamento finale, che prevede una sessione in barca, scelgono di salire su una senza remi godendosi così un piacevole e rilassante giro e mentre i Salvastoria remano in una scadente barca di legno in un luogo tetro. |                   |         |
| 33 | Un misterioso oggetto volante 「２００１文宇宙のタビ？！」 | 13 settembre 1980 |         |
| 33 | La Pattuglia del Tempo rimangono nel 2980, durante una missione di ricognizione, dei misteriosi oggetti volanti simili a scarpe vengono individuati da una navicella. Mentre Salvastoria e Predatori indagano sulla provenienza di quelle gigantesche scarpe, ci si mette di mezzo anche Tomomot che dice che una di quelle scarpe è indossata dalla Sfinge. In realtà, è tutto un trucco poiché quelle scarpe sono un organismo artificiale creato da Tomomot stesso per intrappolare i Salvastoria: la saliva delle scarpe è infatti corrosiva per i tessuti e così Tomomot saprà chi sono i Salvastoria. |                   |         |
| 34 | Atasha ritrova sua madre 「アターシャ母子涙の再開」 | 20 settembre 1980 |         |
| 34 | Dopo un cortometraggio su Atasha, in cui viene presentata come un membro brillante della Pattuglia del Tempo ma dal passato burrascoso (è stata infatti abbandonata appena nata), due donne si presentano come madre di Atasha. Di queste, solo una è la vera madre. Intanto, Tomomot ordina ai Predatori di andare nel 1730 per far sì che il famoso giudice giapponese Tadasuke Ōoka non fosse il famoso giudice incorruttibile che la storia del Giappone conosce, bensì un uomo viscido che chiedeva denaro agli imputati che non volevano farsi condannare. Alla fine dell'episodio, Atasha ritrova sua madre e cominciano a battibeccare sulla loro bellezza ormai perduta. |                   |         |
| 35 | Il conte Sandwich 「東南長官のちゃっかり娘」 | 27 settembre 1980 |         |
| 35 | I Predatori del Tempo sono arrivati in ritardo per mangiare, e si sono persi gustose ghiottonerie, ma il Robot dei Pasti si era rotto e perciò dovranno mangiare le solite Pillole Spaziali, e così decisero di mangiare qualcosa di buono sulla Terra, ma vengono mandati senza saperlo da Tomomot nella Londra del 1748. |                   |         |
| 36 | Il principio di Archimede 「珍味トンマのサンド？！」 | 4 ottobre 1980    |         |
| 36 | L'affascinante figlia del direttore è in visita ed Hikaru e Nanà sono stati incaricati di farle da guida. Sekovitch e Dowalskij sono amareggiati perché non fanno loro da guida alla ragazza. Con uno stratagemma di Gekigaski, riescono a fare da guida alla ragazza che rivela loro che il suo sogno è di parlare con il famoso filosofo e matematico Archimede di Siracusa. I tre volano quindi nella Sicilia nel 265 a.C. per farglielo incontrare. Anche qui ci sarà lo zampino di Tomomot, rivelerà loro che a Archimede non è mai piaciuto fare il bagno e che quindi non scoprì mai il suo famoso principio. |                   |         |
| 37 | I giochi atletici della Pattuglia del Tempo 「パトロール隊の大運動会」 | 11 ottobre 1980   |         |
| 37 | Tra i membri della Pattuglia del Tempo c'è un clima festoso: si stanno per celebrare le Olimpiadi del 2980 , della Pattuglia del Tempo in cui i membri fanno sfoggio delle loro qualità atletiche frutto del duro allenamento. Anche Atasha e la sua squadra partecipa, ma non eccelle in nessuna delle discipline. Per evitare di essere l'ultima, Sekovitch ha uno stratagemma: "assoldare" alcuni tra i più famosi atleti della storia che riporteranno schiaccianti vittorie come ad esempio Ercole o Guglielmo Tell. |                   |         |
| 38 | La profezia di Nostradamus 「ノストラダマスの大予言？！」 | 18 ottobre 1980   |         |
| 38 | I Predatori del Tempo vanno nel 2999 per trovare il discendente di Nostradamus e fargli realizzare assurde profezie . |                   |         |
| 39 | La scherma a tre spade 「珍剣トンマノ三刀流？！」 | 25 ottobre 1980   |         |
| 39 | La Pattuglia del Tempo si recano nella antica Tokyo nel 1825. |                   |         |
| 40 | L'antenato di Gekigaski 「ゲキガスキーの先祖は？！」 | 1º novembre 1980  |         |
| 40 | Gekigaski vuole conoscere un suo antenato e quindi i Predatori del Tempo vanno nel 1134. |                   |         |
| 41 | La prima buona azione di Dowalski 「ドワルスキーの初手柄？！」 | 8 novembre 1980   |         |
| 41 | Per Dowalskij è veramente un periodaccio: la sua squadra viene punita per un disastro da lui combinato, viene licenziato dal direttore Tonnan, i Predatori lo vedono come un peso e inoltre apprende dal direttore che sua madre, liberatasi dagli impegni, verrà a fargli visita. Dowalskij ricatta i suoi compagni che rivelerà il loro segreto e resisi conto della sua situazione, Atasha e i suoi decidono di viaggiare nella Svizzera nel 1308 di Guglielmo Tell, per far sì che Dowalskij faccia il suo dovere di membro della Pattuglia del Tempo. Anche qui Tomomot è in agguato, e dice che secondo il suo libro di storia, la famosa freccia che colpì la mela sulla testa del figlio di Tell non fu scagliata dal famoso arciere, ma dallo stesso Dowalskij. Alla fine dell'episodio, la madre lo apostroferà davanti al direttore e ai compagni dicendogli che d'ora in avanti si occuperà lei di allenarlo per renderlo più forte. |                   |         |
| 42 | Sekovitch cerca moglie 「セコビッチ花のお見合い？！」 | 15 novembre 1980  |         |
| 42 | La Pattuglia del Tempo vanno nell'Inghilterra del 1829. |                   |         |
| 43 | La lite in famiglia 「西郷ドンのしりとり遊び？！」 | 22 novembre 1980  |         |
| 43 | I Predatori del Tempo, litigano tra di loro e si divono in due squadre di due tra di loro, e si sfiderano nell zona del Castello di Edo nel Giappone nell'anno 1868. |                   |         |
| 44 | Il direttore Tonnan è Tomomot? 「長官がトンマノマント？！」 | 29 novembre 1980  |         |
| 44 | La Pattuglia del Tempo rimangono nel 2980, i Predatori del Tempo sospettano che Tomomot sia Tonnan, grazie a un'invenzione di Sekovitch e iniziano a spiarlo. L'uomo sentendosi sempre osservato, si rifugia su un pianeta per fare un dispetto ai membri dell'astronave Andromeda che però entrambi finiscono nei guai. A fine episodio Sekovitch scopre che la sua invenzione si è sbagliata |                   |         |
| 45 | I Salvastoria sono rapinatori 「オタスケマンは大泥棒？！」 | 6 dicembre 1980   |         |
| 45 | La Pattuglia del Tempo rimangono nel 2980 e andranno in missione di allenamento a Los Angeles. |                   |         |
| 46 | Guerre spaziali nell'anno 4000 「決戦！オジャマウォーズ」 | 13 dicembre 1980  |         |
| 46 | I Predatori del Tempo vanno nell'anno 4000 per aiutare i loro discendenti. |                   |         |
| 47 | Gekigaski l'eroe del West 「西部の勇者ゲキガスキー？！」 | 20 dicembre 1980  |         |
| 47 | Il padre di Gekigaski crea una storia a fumetti sulla Pattuglia del Tempo che hanno l'aspetto degli animali che andranno in missione nel 1884. |                   |         |
| 48 | Hikaru è il futuro marito di Nanà? 「ヒカルがナナの未来の夫？」 | 27 dicembre 1980  |         |
| 48 | Nanà é gelosa di una ragazza che stava con Hikaru a giocare a Golf a posto suo, le due squadre andranno a Tokyo nell'anno 1996 però Naná vuole fare la missione con la squadra di Atasha e mentre Sekovitch per ordine di Tonnan farà squadra con Hikaru, però la squadra di Atasha vuole aiutare Naná e la convinco di vedere il suo futuro e così vanno sempre a Tokyo però nell'anno 2990. |                   |         |
| 49 | Atasha e i suoi amici licenziati 「アターシャたち全員クビ！」 | 3 gennaio 1981    |         |
| 49 | 3 gennaio 2981: La squadra di Atasha viene licenziata dopo aver fatto danni alla stazione spaziale, tornati sulla Terra i quattro salvano per caso un politico e vengono ripresi. I Predatori del Tempo vanno poi nell'antica Tokyo nel 1702. |                   |         |
| 50 | Un'escursione nel tempo 「パトロール隊のタイム遠足」 | 10 gennaio 1981   |         |
| 50 | La Pattuglia del Tempo fanno un'escursione nel Giappone del 1689. |                   |         |
| 51 | L'Apollo 2 doveva essere preceduto sulla Luna 「月面着陸アポロは２番？」 | 17 gennaio 1981   |         |
| 51 | Le due squadre vanno sulla Luna nel 20 luglio 1969 con più l'ordine di svelare l'identità segreta dei Predatori del Tempo e dei Salvastoria. Gekigaski sospetta che Hikaru e Nanà siano i loro nemici e si fa trasferire sull'Urania per la missione, ma i due ragazzi lo addormentano con un trucco e come Salvastoria riescono a salvarsi dalla speciale macchina a raggi x di Sekovitch |                   |         |
| 52 | I Salvastoria nella rete 「オタスケマン大ピンチ！」 | 24 gennaio 1981   |         |
| 52 | I Predatori del Tempo questa volta tornano indietro fino al 2936, l'epoca in cui nacque il direttore Tonnan, affinché egli non nasca e quindi non diventi direttore della Pattuglia del Tempo. Intanto Nanà e Hikaru sono sempre più convinti che Atasha e i suoi siano i Predatori e preparano una trasmittente per stanarli. I Salvastoria intervengono ma vengono intrappolati dai Predatori del Tempo. |                   |         |
| 53 | Gloria ai nostri eroi! 「輝け！世界のオタスケマン」 | 31 gennaio 1981   |         |
| 53 | I Salvastoria riescono a salvarsi e far sì che il direttore Tonnan nasca, così ritornano nell 2981. Tuttavia, viene fatta una scoperta impressionante: il perfido Tomomot altri non è che Gekigaski, che si era infiltrato nella Pattuglia del Tempo per tenere d'occhio i suoi componenti ed agire così indisturbato. Storico e informatico, ha architettato tutto affinché i cambiamenti da lui apportati rendessero il mondo un posto migliore in cui vivere. Arrestato e messo in cella con i suoi compagni, che nel frattempo grazie alla trasmittente messa addosso a uno di loro durante l'ultimo scontro, vengono smascherati, ma riescono a evadere: proprio in quel momento si scopre che la cometa di Oboler, entrata nel sistema solare attraverso un buco nero, sta per collidere con la Terra. A quel punto Gekigaski, scappato con gli altri tre a bordo dell'Andromeda, li convince a compiere un'azione per la quale saranno sicuramente ricordati per sempre: sacrificarsi schiantandosi a bordo della propria astronave contro la cometa per distruggerla e salvare il mondo. La cometa viene colpita in pieno e esplode, evitando la distruzione dell'umanità. Il direttore Tonnan, Hikaru, Nanà e tutti gli altri vedono la scena e i quattro vengono ricordati come eroi, però un attimo prima dell'impatto, quattro navicelle di salvataggio escono dall'astronave e si disperdono per lo spazio... |                   |         |

## Doppiaggio
| Personaggio      | Doppiatore italiano |
| ---------------- | ------------------- |
| Hikaru           | Vittorio Battarra   |
| Nanà             | Paola Del Bosco     |
| Dowalski         | Piero Leri          |
| Secovitch        | Mimmo Palmara       |
| Gekigaski        | Saverio Garbarino   |
| Madame Atasha    | Eva Adele Ricca     |
| Tomomot          | Mimmo Palmara       |
| Direttore Tonann | Piero Leri          |
| Voce narrante    | Mimmo Palmara       |

## Sigla italiana
La sigla dal titolo I Predatori del tempo, scritta da Riccardo Zara, è stata incisa da I Cavalieri del Re.